# Светослав Кокалов
Светослав Кокалов е български художник, сценограф и педагог. Носител на две театрални награди „Аскеер“ за постановките на Александър Морфов „Дон Кихот“ и „Бурята“.

## Биография
Светослав Кокалов е роден на 5 февруари 1955 г. в село Българене (Свищовско). От 1990 г. е преподавател в Националната художествена академия, а от ноември 2007 г. - неин ректор.
Член на Обществения съвет към министъра на културата на Република България (от 2014).
Номиниран е за „Икар“ 2018 за сценографията на спектакъла „Чамкория“ по ромата на Милен Русков, реж. Явор Гърдев, а за същата получава награда от Международния фестивал Друмеви театрални празници „Нова българска драма“ - Шумен 2018.